# مؤتمر جنيف 1954
كان مؤتمر جنيف مؤتمرًا شاركت فيه العديد من الدول في جنيف، سويسرا، منذ 26 أبريل حتى 20 يوليو 1954. كان الهدف منه تسوية القضايا العالقة الناتجة عن الحرب الكورية وحرب الهند الصينية الأولى. انتهى جزء المؤتمر حول المسألة الكورية دون اعتماد أي اعلانات أو مقترحات، لذلك يعتبر بشكل عام أقل أهمية. أثبتت اتفاقيات جنيف التي تناولت تفكيك الهند الصينية الفرنسية أن لها تداعيات طويلة الأمد. سيؤدي انهيار الإمبراطورية الفرنسية في جنوب شرق آسيا إلى إنشاء الولايات اللاحقة لجمهورية فيتنام الديمقراطية (شمال فيتنام)، ودولة فيتنام (جمهورية فيتنام المستقبلية/ جنوب فيتنام)، ومملكة كمبوديا، ومملكة لاوس.
تناول الجانب الكوري من المؤتمر دبلوماسيون من كوريا الجنوبية، وكوريا الشمالية، وجمهورية الصين الشعبية، واتحاد الجمهوريات الاشتراكية السوفيتية، والولايات المتحدة الأمريكية. بالنسبة لجانب الهند الصينية، فقد كانت الاتفاقيات بين فرنسا، وفيت مين، واتحاد الجمهوريات الاشتراكية السوفيتية، وجمهورية الصين الشعبية، والولايات المتحدة الأمريكية، والمملكة المتحدة، والدول المستقبلية المؤلفة من الهند الصينية الفرنسية. فصل الاتفاق فيتنام مؤقتًا إلى منطقتين، منطقة شمالية يحكمها متمردو فيت مين، ومنطقة جنوبية تحكمها دولة فيتنام، ولاحقًا الإمبراطور السابق باو داي. نص الإعلان الختامي للمؤتمر، الذي أصدره رئيس المؤتمر البريطاني، على إجراء انتخابات عامة بحلول يوليو 1956 لإنشاء دولة فيتنامية موحدة. على الرغم من المساعدة في إنشاء الاتفاقيات، لم يقبلها أو يوقع عليها مباشرة مندوبو دولة فيتنام والولايات المتحدة كليهما. بالإضافة إلى ذلك، وُقِّعَت ثلاث اتفاقيات منفصلة لوقف إطلاق النار، تغطي كمبوديا ولاوس وفيتنام، في المؤتمر.

## خلفية
في 18 فبراير 1954، في مؤتمر برلين، اتفق المشاركون على أن «مشكلة استعادة السلام في الهند الصينية سوف تُناقَش أيضًا في المؤتمر [حول المسألة الكورية] الذي سيدعى إليه ممثلو الولايات المتحدة، وفرنسا، والمملكة المتحدة، واتحاد الجمهوريات الاشتراكية السوفيتية، وجمهورية الصين الشعبية، والدول المهتمة الأخرى».
عُقد المؤتمر في قصر الأمم بجنيف ابتداء من 26 أبريل 1954. كان البند الأول من جدول الأعمال هو القضية الكورية الذي ستتبعه قضية الهند الصينية.

### كوريا
تطلبت الهدنة الموقعة في نهاية الحرب الكورية عقد مؤتمر سياسي في غضون ثلاثة أشهر -جدول زمني لم يُنفذ- «للتسوية من خلال تفاوضات على مسائل انسحاب جميع القوات الأجنبية من كوريا، والتسوية السلمية للمسألة الكورية، إلخ».

### الهند الصينية
مع إنهاء الاستعمار في آسيا، كان على فرنسا التخلي عن سلطتها على الهند الصينية (لاوس وكمبوديا وفيتنام). في حين حصلت لاوس وكمبوديا على استقلالهما، اختارت فرنسا البقاء في فيتنام. انتهى ذلك بحرب بين القوات الفرنسية والقوميين الفيتناميين بقيادة هو تشي منه. خاض جيش الفيتناميين، فيت مين، حرب عصابات، بينما استخدم الفرنسيون التكنولوجيا الغربية التقليدية. كان العامل الحاسم هو معركة ديان بيان فو في عام 1954، حيث هُزِمَ الفرنسيون بشكل حاسم. نتج عن ذلك انسحابات فرنسية، ومؤتمر جنيف.
تقرر تقسيم فيتنام عند خط العرض 17 حتى عام 1956، عندما ستجرى انتخابات ديمقراطية تحت إشراف دولي. وافقت جميع الأطراف المعنية على ذلك (كان لدى هو تشي منه دعم قوي في الشمال، والذي كان أكثر كثافة سكانية من الجنوب، وبالتالي كان واثقًا بشأن فوزه بالانتخابات)، باستثناء الولايات المتحدة، التي لم ترغب في رؤية الشيوعية تنتشر بتأثير الدومينو في جميع أنحاء آسيا.

## كوريا
اقترح ممثل كوريا الجنوبية أن تكون حكومة كوريا الجنوبية هي الحكومة القانونية الوحيدة في كوريا، وأن تجري الانتخابات التي تشرف عليها الأمم المتحدة في الشمال، وأن تنسحب القوات الصينية، وأن تبقى قوات الأمم المتحدة، الطرف العدواني في الحرب، كقوة شرطة. اقترح ممثل كوريا الشمالية إجراء انتخابات في جميع أنحاء كوريا، وأن تغادر جميع القوات الأجنبية سلفًا، وأن تجري الانتخابات من قبل لجنة كورية بالكامل تتكون من أجزاء متساوية من كوريا الشمالية والجنوبية، وزيادة العلاقات العامة الاقتصادية والثقافية بين الشمال والجنوب. 
اقترح الوفد الصيني تعديلًا لجعل مجموعة من الدول المحايدة تشرف على الانتخابات، وهو ما قبله الشمال. دعمت الولايات المتحدة موقف كوريا الجنوبية، زاعمة أن الاتحاد السوفيتي أراد تحويل كوريا الشمالية إلى دولة دمية. بقي معظم الحلفاء صامتين، واعتقدت بريطانيا فقط أن الاقتراح الأمريكي الكوري الجنوبي سيعتبر غير معقول.
اقترح ممثل كوريا الجنوبية إجراء انتخابات شاملة لكوريا، ستجري وفقًا للإجراءات الدستورية لكوريا الجنوبية وستظل تحت إشراف الأمم المتحدة. في 15 يونيو، وهو اليوم الأخير من المؤتمر حول المسألة الكورية، قدم كل من الاتحاد السوفيتي والصين إقرارات لدعم كوريا الموحدة والديمقراطية والمستقلة، قائلين إنه يجب استئناف المفاوضات لتحقيق هذه الغاية في الوقت المناسب. قال الوفدان البلجيكي والبريطاني إنهم في حين لم يقبلوا «المقترحات السوفيتية والصينية، فهذا لا يعني رفض الأفكار التي تتضمنها». في النهاية، لم يوافق المشاركون في المؤتمر على أي إعلان.

## التبعات
في 9 أكتوبر 1954، خُفِضَ العلم ثلاثي الألوان للمرة الأخيرة في قلعة هانوي وغادرت آخر قوات الاتحاد الفرنسي المدينة، عابرة جسر بول دومر في طريقها إلى ها فونغ للمغادرة.
بالنسبة للقوى الشيوعية، التي كانت جوهرية في هزيمة الفرنسيين، ارتبطت إيديولوجيتا الشيوعية والقومية معًا. نظر العديد من المتعاطفين الشيوعيين إلى الفيتناميين الجنوبيين على أنهم بقايا استعمارية فرنسية، وبعد ذلك نظام دمية أمريكي. من ناحية أخرى، نظر الكثيرون الآخرون إلى الفيتناميين الشماليين كدمية للأممية الشيوعية.
بعد وقف الأعمال العدائية، حدثت هجرة هائلة. انتقل الفيتناميون الشماليون، وخاصة الكاثوليك، والمفكرين، ورجال الأعمال، ومالكي الأراضي، والديمقراطيين المناهضين للشيوعية، وأعضاء الطبقة الوسطى جنوب خط وقف إطلاق النار الذي فرضته الاتفاقات خلال عملية المرور إلى الحرية. أفادت لجنة المراقبة الدولية بأن ما لا يقل عن 892876 من الفيتناميين الشماليين مروا من خلال مراكز اللاجئين الرسمية، في حين روى الصحفيون أن ما يصل إلى مليوني شخص قد فروا دون وجود جنود فيت مين، الذين كانوا يضربون ويقتلون في بعض الأحيان أولئك الذين رفضوا العودة. حاولت وكالة المخابرات المركزية التأثير بشكل أكبر على الفيتناميين الكاثوليك بشعارات مثل «مريم العذراء تتحرك جنوبًا».
استبدلت الولايات المتحدة الفرنسيين كداعم سياسي لنغو دينه ديم، رئيس وزراء دولة فيتنام، الذي رسخ سلطته في الجنوب. لم يقدم مؤتمر جنيف أي آليات محددة للانتخابات الوطنية المخطط لها لعام 1956، ورفض ديم عقدها بالإشارة إلى أن الجنوب لم يوقع على اتفاقيات جنيف وعليه فالجنوب غير ملزم، وأنه من المستحيل إجراء انتخابات حرة في الشمال الشيوعي. بدلًا من ذلك، مضى محاولًا سحق المعارضة الشيوعية.
في 20 مايو 1955، انسحبت قوات الاتحاد الفرنسي من سايغون إلى القواعد الساحلية، وفي 28 أبريل 1956، غادرت القوات الفرنسية الأخيرة فيتنام.
انتهكت فيتنام الشمالية اتفاقيات جنيف بالفشل في سحب جميع قوات فيت مين من فيتنام الجنوبية، وخنق حركة اللاجئين الفيتناميين الشماليين، وإجراء حشد عسكري زاد بأكثر من الضعف عدد الكتائب المسلحة في الجيش الفيتنامي الشمالي في حين نقص الجيش الفيتنامي الجنوبي بمقدار 20000 رجل. استمر المستشارون العسكريون الأمريكيون في دعم جيش جمهورية فيتنام، الذي تأسس كبديل للجيش الوطني الفيتنامي. أدى فشل إعادة التوحيد إلى إنشاء الجبهة الوطنية لتحرير جنوب فيتنام (المعروفة باسم فيت كونغ) من قبل حكومة هو تشي منه. ساعدهم عن كثب الجيش الشعبي الفيتنامي (في بي إيه) في الشمال، المعروف أيضًا باسم الجيش الفيتنامي الشمالي. كانت النتيجة حرب فيتنام.
قال المؤرخ جون لويس غاديس إن اتفاقيات 1954 «صيغت على عجل شديد وبصيغة غامضة للغاية لدرجة أنه، من وجهة نظر القانون الدولي، لا معنى للتحدث عن الانتهاكات من أي من الجانبين».